# Sant Andreu de Socarrats

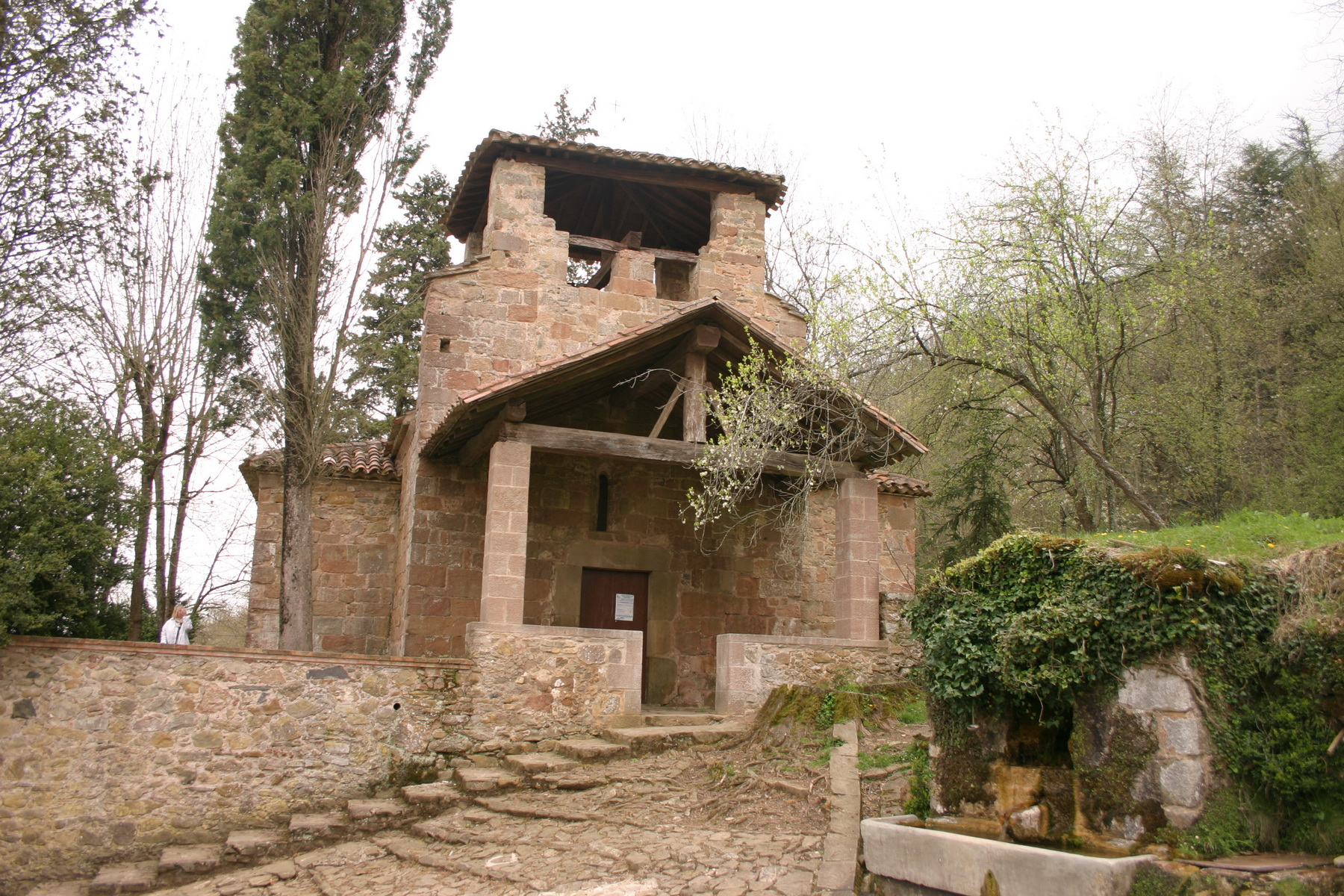
Die romanische Kirche Sant Andreu de Socarrats

Sant Andreu de Socarrats ist eine kleine romanische Kirche aus dem 12. Jahrhundert in dem gleichnamigen, zur Gemeinde La Vall de Bianya gehörenden Weiler in der Nähe der Stadt Olot in Katalonien. Die Kirche wurde im 18. Jahrhundert baulich stark abgewandelt.

## Geschichte

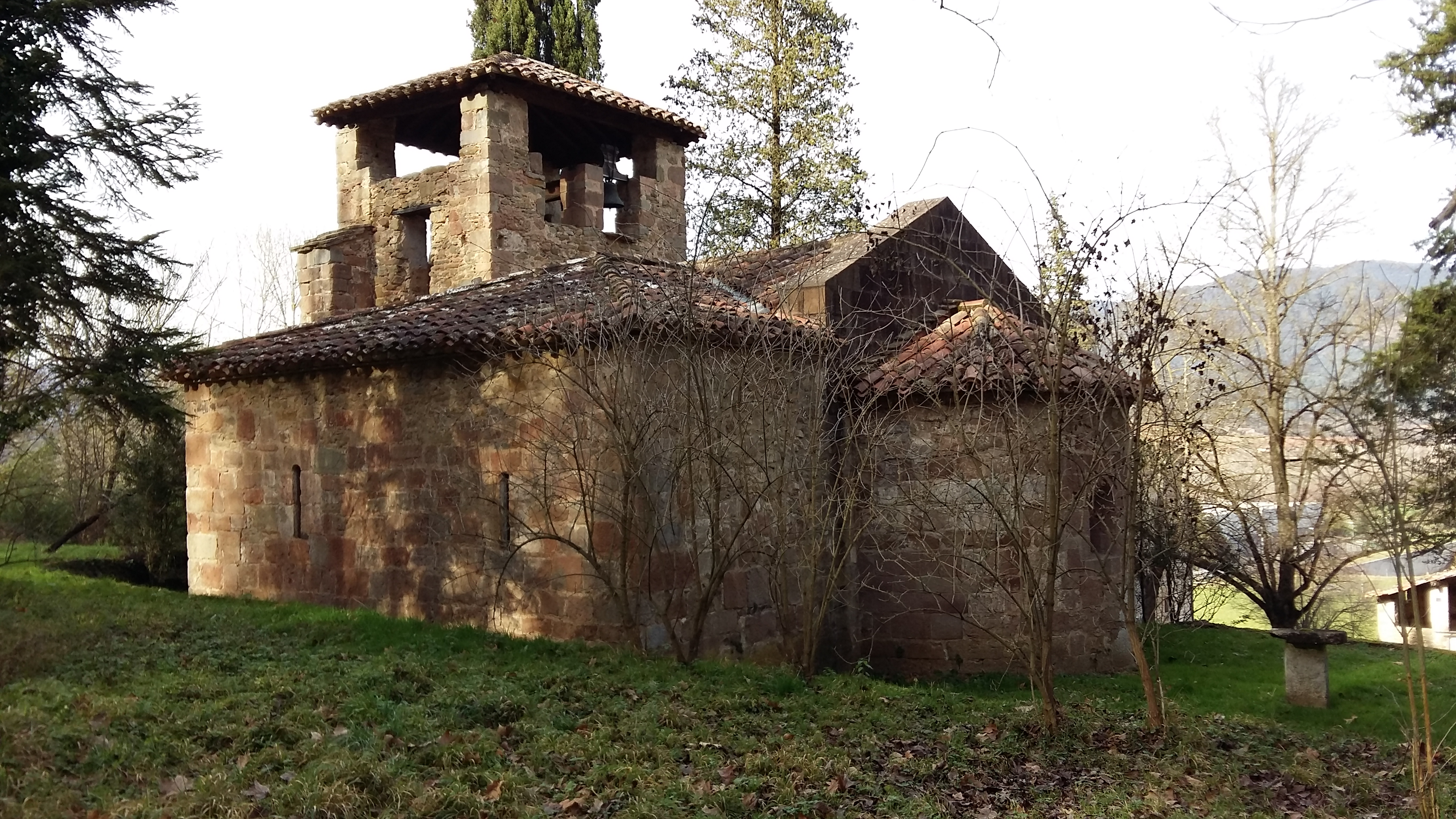
Die romanische Kirche Sant Andreu de Socarrats

Das Vorgängergebäude der heutigen Kirche wurde im Jahr 953 errichtet. Diese Kirche wurde eingerissen und im Jahr 1117 wiedererrichtet und durch den Bischof von Girona Berenguer Dalmau eingeweiht. Sie war zunächst den Mönchen von Santa Maria in Besalú als unabhängige Kirchengemeinde unterstellt. 1582 wurde die Kirche unabhängig von den Mönchen aus Besalú und als Suffragankirche der Kirchengemeinde Sant Joan les Fonts angegliedert. 1968 wurde die Kirche der Kirchengemeinde von La Canya zugeordnet.

## Gebäude

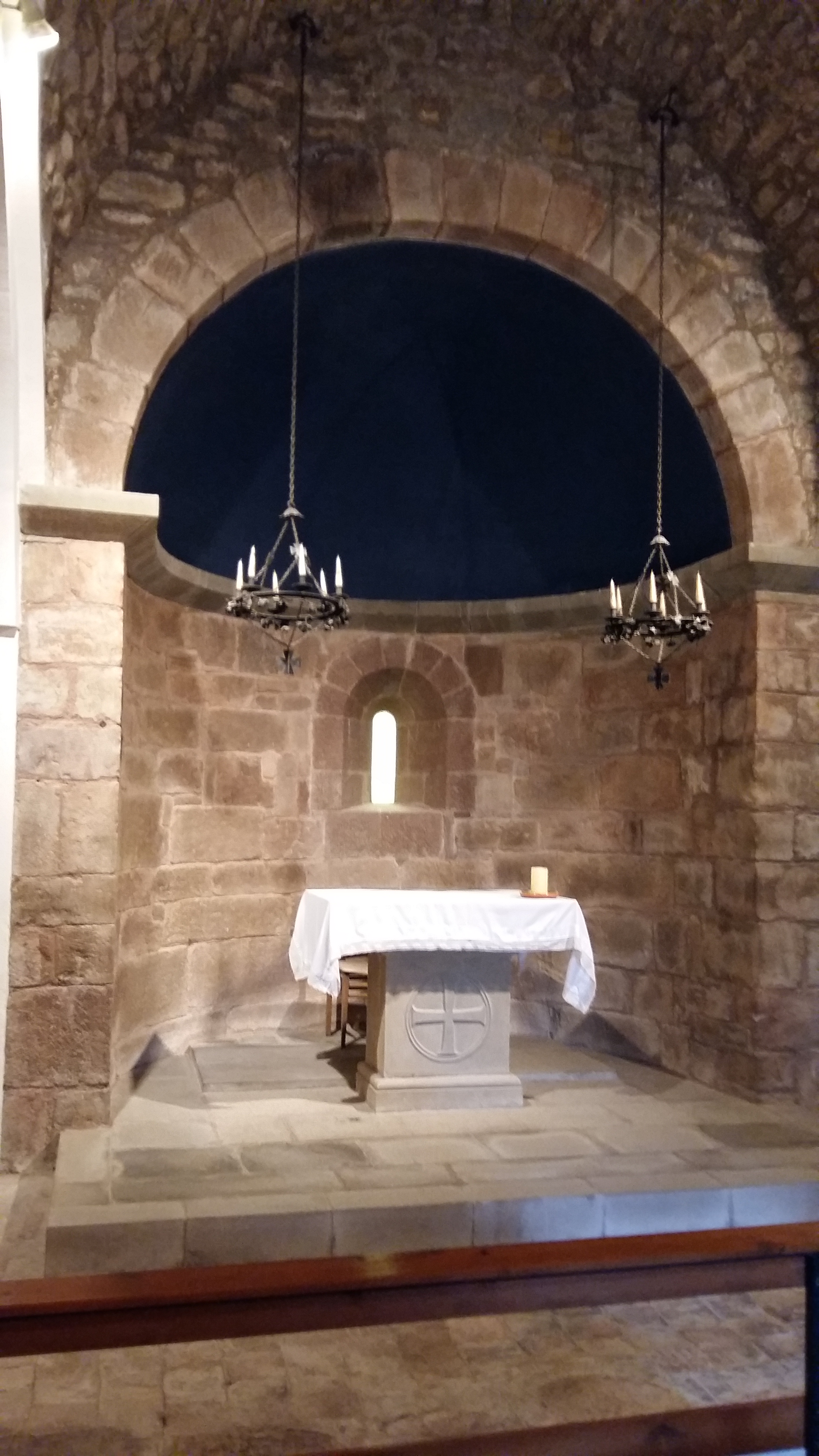
Die romanische Kirche Sant Andreu de Socarrats – Innensicht

Die ursprüngliche romanische Raumstruktur der Kirche mit einer zentralen Apsis ist gut erhalten beziehungsweise wurde bestmöglich wiederhergestellt. Im 15. Jahrhundert wurde das Gebäude durch die Erdbeben in der Garrotxa  zerstört und wiederaufgebaut. Im 18. Jahrhundert wurde die romanische Grundstruktur in einen kreuzförmigen Grundriss überführt. Gleichzeitig wurde die ursprüngliche Glockenwand zu einem Glockenturm mit vier offenen Seiten erweitert. Bei umfangreichen Restaurierungsarbeiten im Jahr 1982 wurde die die Apsis verdeckende Sakristei abgerissen. Gleichzeitig wurde das ursprüngliche Mauerwerk freigelegt und neu behauen. Auf der Südseite wurden Nischengräber entfernt. Durch all diese Maßnahmen kommt die Kirche ihrer romanischen Originalstruktur wieder deutlich näher.
Im Innenbereich findet sich ein schlichtes, unverziertes romanisches Taufbecken, ein Eintauchbecken mit 70 Zentimeter Innen- 90 Zentimeter Außenmaß und einer Höhe von 72 Zentimetern. Auf der Ostseite findet sich ein präromanisches Kapitell, das zu der alten Vorgängerkirche des heutigen Gebäudes gehörte. Dieses Kapitell ist mit zwei menschlichen Köpfen, die durch Blumenwerk voneinander getrennt sind, verziert. Der Altar stammt aus dem 18. Jahrhundert und ist dem Heiligen Isidor gewidmet.